# ريتشارد جونز (لاعب كرة قدم بريطاني)
ريتشارد جونز (بالإنجليزية: Richard Jones)‏ (26 أبريل 1969 في المملكة المتحدة - ) هو مدرب كرة قدم ولاعب كرة قدم بريطاني في مركز الوسط. لعب مع سوانزي سيتي ونادي باري تاون يونايتد ونادي هيرفورد ونيوبورت كونتي ونادي ميرثير تيدفيل ‏ وهافرفوردويست ‏.

## وصلات خارجية
- ريتشارد جونز على موقع قاعدة بيانات كرة القدم.إي يو (الإنجليزية)